# Paul d'Édesse
Paul d'Édesse est un évêque syrien du début du VIe siècle, mort le 30 octobre 526.

## Carrière
Sa carrière épiscopale est retracée assez précisément dans la Chronique d'Édesse (et aussi dans la chronique du Pseudo-Zacharie le Rhéteur, VIII, § 4). Son prédécesseur Pierre, évêque d'Édesse depuis le 12 septembre 498, mourut le 10 avril 510 (samedi saint). Au moment de son avènement, Paul adressa à Flavien II, patriarche d'Antioche, une profession de foi dans laquelle il admettait le concile de Chalcédoine. Mais en 512, dans un concile tenu à Laodicée, Flavien fut déposé et exilé, et remplacé en novembre par le monophysite Sévère. Paul assura alors le nouveau patriarche de son adhésion au monophysisme. Mais après la mort de l'empereur Anastase (9 juillet 518), cette tendance perdit le pouvoir, et dès le 29 septembre suivant Sévère, menacé d'arrestation, dut fuir Antioche.
Le 4 novembre 519, un haut fonctionnaire nommé Patrikios (ou « un patrice » ?) se présenta à Édesse et laissa à l'évêque le choix entre adhérer explicitement au concile de Chalcédoine ou être déposé de son siège. Paul parvint à s'échapper et se réfugia dans un baptistère. Le fonctionnaire l'en fit extraire et le conduisit sous escorte à Séleucie. L'empereur Justin Ier, apprenant qu'il avait été arraché d'un lieu consacré, le fit libérer, espérant qu'après réflexion il se raviserait. Paul rentra à Édesse après quarante-quatre jours, mais ne donna aucune marque de son ralliement. Le 27 juillet 522, il fut à nouveau arrêté et emmené en exil à Euchaïta (Pont). Son remplaçant Asclépios (dit Bar Mallâkhé, « fils de marins ») arriva le 23 octobre.
Le 24 décembre suivant, le nouvel évêque chassa de la ville les « moines orientaux », qui rejetaient le concile de Chalcédoine, et les autres moines qui les soutenaient. Pendant l'hiver 524/25, une inondation catastrophique fit de nombreux morts et des destructions massives à Édesse. Asclépios se réfugia à Antioche et y mourut le 27 juin suivant. Apprenant la mort de son remplaçant, Paul capitula : il adressa une lettre au neveu de l'empereur, le patrice Justinien, et une profession de foi chalcédonienne au patriarche d'Antioche, Euphrasios. Il fut rétabli sur son siège et rentra à Édesse le 8 mars 526. Il y mourut le 30 octobre suivant.
On conserve une lettre que lui écrivit en 519 Jacques de Saroug, qui était son suffragant comme évêque de Batnæ.

## Homonymie
Dans les manuscrits de la British Library Ms. Add. 17 134 et Ms. Add. 18 816, on trouve un recueil de 365 hymnes religieux originellement grecs, mais traduits en syriaque ; sur ce nombre, 295 sont de Sévère d'Antioche, les autres notamment de Jean bar Aphthonia († 537), de Jean le Chantre († vers 600), premier et troisième abbés du monastère de Qennesrîn, et d'autres. Ce recueil, dont des éléments se retrouvent dans de nombreux autres manuscrits, est dû à Jacques d'Édesse, qui précise qu'il en a révisé seulement la traduction, laquelle est fondamentalement l'œuvre de « Paul, évêque d'Édesse ». Cependant, il n'est pas possible qu'il s'agisse du personnage évoqué ci-dessus, d'une part pour des raisons chronologiques pour au moins une partie des hymnes, mais aussi parce que Jacques d'Édesse indique par ailleurs que le traducteur a réalisé son ouvrage à Chypre où il s'était réfugié en fuyant l'invasion des Perses. Il s'agit de toute évidence de l'occupation par les Perses de la Syrie, puis de la Palestine, puis de l'Égypte entre 609 et 629. On sait qu'au moment de l'invasion de la Syrie (609/610), de nombreux évêques se réfugièrent en Égypte, et ensuite, quand ce fut le tour de celle-ci d'être envahie en 618, il y eut des réfugiés à Chypre. Selon Ernest Walter Brooks, éditeur de ces textes, le traducteur est donc un autre évêque Paul d'Édesse, réfugié à Chypre entre 619 et 629.

## Textes
- Paulin Martin (éd.), « Lettres de Jacques de Saroug aux moines du couvent de Mar Bassus, et à Paul d'Édesse », Zeitschrift der Deutschen Morgenländischen Gesellschaft, vol. 30, 1876, p. 217-275.
- Ernest Walter Brooks (éd.), « The Hymns of Severus and Others in the Syriac Version of Paul of Edessa as Revised by James of Edessa », Patrologia Orientalis, t. VI, fasc. 1 (Paris, 1911), p. 1-179, et t. VII, fasc. 5 (Paris, 1911), p. 593-802.